# 三津寺
三津寺（みつてら）は、大阪市中央区心斎橋筋にある真言宗御室派の準別格本山の寺院。山号は七宝山。本尊は十一面観音菩薩。御堂筋に面しており、地元では「みってらさん」あるいは「ミナミの観音さん」の通称で親しまれている。
東京建物との共同事業により約50年間の定期借地権を設定し、2023年（令和5年）9月には曳家した本堂の直上をビルとする寺院・ホテル・商業施設一体型複合施設「東京建物三津寺ビルディング」が竣工し、収益を老朽化した本堂の修繕費用などに充てることになった。

## 歴史
奈良時代の難波宮遷都のときに行基によって開創された。応神天皇を葬り奉ったという墓所に、行基が楠を植えたのをそもそもの始まりとし、天平16年（744年）に聖武天皇の勅命により行基が御堂を建立したと伝わる。七宝山という山号は、小松宮が寺を訪問された際に下賜されたものであるという。また、院号の大福院は、行基四十九院の一つである大福院を指し、当寺院の前身であるともいう。
寺院名は三津（御津）という地名に由来し、中世に荘園が成立する頃には寺院名に由来する三津寺荘という地名になり、逆転現象が起きている。大坂の陣以前まで三津寺村だったが、以後島之内の開発により大坂三郷に入った。江戸時代から1989年（平成元年）2月まで、当寺院南側の三津寺筋に沿って「三津寺町」の町名があったが現在はない。ただし、御堂筋との交差点名にその名が使用されている。
寺は文禄年間（1592年 - 1596年）に賢愚が中興するが、寛政3年（1791年）に焼失した。その後、文化5年（1808年）に本堂が再建されている。
1914年（大正3年）には、1912年（明治45年）に焼失した末寺の松林庵とその墓地を合併している。
1933年（昭和8年）、御堂筋の拡張工事により楠の大樹が切り倒されたが、現在の本尊の十一面観音像（秘仏）はその材から彫られたものである。この拡張工事で境内の約4割が接収となったが、当時としては珍しい地上3階地下1階の鉄筋コンクリート造の庫裏が新築された。
太平洋戦争中の1945年（昭和20年）3月13日・14日に行われた第1回大阪大空襲では、三津寺の周囲は焼夷弾で焼かれて大火災になった。しかし、三津寺の本堂と庫裏は被害を免れた。
2019年12月から2023年4月まで全面改修を行い、本堂を覆う形で地上15階地下3階のビルを建設し、ホテルなどを収容することとなった。そして2023年9月29日に寺院・ホテル・商業施設一体型複合施設「東京建物三津寺ビルディング」が竣工した。

## 境内
- 本堂 - 文化5年（1808年）再建。
- 人見堂
- 前堂
- 裏堂
- 庫裏 - 1933年（昭和8年）再建。鉄筋コンクリート造3階建て。
- 表門
- 境外
  - 三津寺墓地松林庵 - 船場の商人や芸人の墓碑が多くある。
    - 安井道頓の墓 - 道頓堀を開削した人物。完成前に大坂夏の陣で討死した。
    - 三勝・半七の供養塔 - 浄瑠璃「艶容女舞衣」で有名。

## 文化財

### 大阪市指定有形文化財
- 三津寺仏像群 1括 23点
- 三津寺仏画群 1括 63点

## 前後の札所
摂津国八十八箇所
1 法案寺　-　2 三津寺　-　3 和光寺
大坂三十三観音霊場
29 大蓮寺　-　30 三津寺　-　31 大福院

## 東京建物三津寺ビルディング
三津寺では本堂の保存と継承、庫裏の老朽化といった課題があった。そこで東京建物との共同事業により、定期借地権を設定して寺院一体型のホテル・商業施設とし事業収益を還元するプランが立てられた。
文化5年（1808年）建立の本堂は新築ビルの3層吹き抜けピロティ空間に曳家し、1933年（昭和8年）以前の姿を復元するために軒を修復するとともに、向拝（唐破風）を撤去してその部材の一部を境内の出入口に装飾とした。
ビル内には2023年11月26日にテナントとして「カンデオホテルズ大阪心斎橋」が開業。続けて2024年10月にはファッションストア「ルルレモン御堂筋」がオープンした。

## 交通
- Osaka Metro御堂筋線 なんば駅より、北に徒歩で約6分。
- Osaka Metro御堂筋線 心斎橋駅より、南に徒歩で約6分。